# 疏花虾脊兰
疏花虾脊兰（学名：Calanthe henryi）为兰科虾脊兰属下的一个植物种。